# Johann Jakob Leuthy
Johann Jakob Leuthy (* 14. August 1798 in Stäfa; † 10. Mai 1855 in Zürich) war ein Schweizer Dichter, Publizist, Reiseschriftsteller und Historiker.

## Leben und Wirken
Leuthy wuchs in Stäfa am Zürichsee auf und wirkte dort als Küfer. Über diesen Hauptberuf hinaus trat der liberal-radikal gesinnte Leuthy in den 1830er-Jahren auch als Publizist bei verschiedenen Zeitungen in Erscheinung, so bei der Appenzeller Zeitung, der Zeitung vom Zürichsee (ab 1833 Der Schweizer Freiheitsfreund) und 1833 bei der nur einmal erscheinenden Frauenrechts-Zeitschrift Das Recht der Weiber. Später verfasste er mehrere Werke zur neueren Geschichte des Kantons Zürich und einen Reiseführer durch die Schweiz. Seine Gedichte umspannen eine Vielfalt von Themen von Geschichts- und Kriegsliedern über Politsatire und reformierte Frömmigkeit bis hin zu Landschaftslyrik.

## Rezeption
Sein Gedicht Abendglocken wurde vom Zürcher Komponisten Franz Abt vertont.

## Werke (Auswahl)
- Lyrische Dichtungen. Zürich 1831.
- Vollständige Geschichte von dem Bocken-Krieg anno 1804. Zürich 1838.
- Der Begleiter auf der Reise durch die Schweiz. Zürich 1841.
- Gesch. des Cantons Zürich von 1794–1830. Zürich 1843.
- Gesch. des Cantons Zürich von 1831–1840. Zürich 1845.
- Neue Beiträge zur Schweizer Geschichte. Zürich 1846.
- Die neuesten Weltereignisse im Jahre 1848. Zürich 1949.
- Die neuesten Kriegsereignisse in der Schweiz. Zürich 1849.
- Nachtrag zu den neuesten Kriegsereignissen in der Schweiz. Zürich 1849.